# トラファルガー (駆逐艦)
トラファルガー(Trafalgar)はイギリス海軍のバトル級駆逐艦である。艦名は1805年にフランス・スペイン艦隊にイギリスが勝利したトラファルガーの海戦にちなむ。トラファルガーはタイン川沿いにあるスワン・ハンター社で建造された。トラファルガーは1944年1月12日に進水し、1945年7月23日に就役した。

## 艦歴
1945年8月、トラファルガーはアンソニー・F・パグスレイ艦長の指揮の元、姉妹艦で構成された第19駆逐艦戦隊の一員として地中海を経由して極東に配備され、極東を拠点に様々な任務を行った。しかしその滞在は短かく、翌年すぐに他の第19駆逐艦戦隊の船と共に地中海を経由してイギリスに帰還した。イギリスに帰国した後、トラファルガーは予備艦隊に配備され、1950年代には姉妹艦も同様に予備役となった。1953年、予備役である時に、トラファルガーはエリザベス2世の戴冠式を祝う観艦式に参加した。
1958年、トラファルガーは改装を終え、就役し第7駆逐隊の嚮導艦となり、本国艦隊と地中海艦隊で活動した。1961年、イギリスへ帰還する少し前、トラファルガーは誤って第1駆逐隊の嚮導艦である姉妹艦のソルベイに衝突されたため、イギリスへの帰還が遅れた。1962年、トラファルガーは駆逐隊の船と一緒に地中海へ最後の航海をし、多くの海軍演習と友好訪問を行った。

## 退役と解体
トラファルガーと他の第7駆逐隊の船は1963年にイギリスに帰還し、そこでトラファルガーは退役し、その後ポーツマス造船所で予備艦となった。1970年6月8日、ダルミュアに到着したトラファルガーは最終的にスクラップとして解体された。